# Pont de les Flors
El Pont de les Flors travessa el Jardí del Túria a la ciutat de València i admet el trànsit tant motoritzat com de vianants.
Com el seu nom indica, la seua característica més òbvia és el decorat de flors, distribuïdes tot al llarg de les dues bandes, entre la calçada i les passarel·les per a vianants. Les jardineres que alberguen les flors estan dissenyades a base de trencadís blanc, a l'estil de Santiago Calatrava. Les flors que hi contenen són mantingudes tot l'any, i es canvien quatre o més vegades segons l'estació o celebració. Durant la visita del Papa Benet XVI el 2006 s'hi posaren milers de flors de color blanc i groc, que imitaven la bandera del Vaticà, acció la qual va rebre crítiques de partits de l'oposició, que van denunciar que no estava clar ni comunicat a la ciutadania la despesa que va representar eixa ornamentació.
El preu de manteniment d'aquests canvis d'ornamentació sol ser d'alguns centenars de milers d'euros a l'any.